# Rob Rock
Rob Rock (Orlando, 29 giugno 1959) è un cantante heavy metal statunitense, famoso per la militanza in gruppi come Axel Rudi Pell e Impellitteri.

## Biografia

### Inizi
La storia musicale di Rob Rock comincia nel 1983 quando si unisce al giovanissimo Chris Impellitteri nei "Vice", una band che registrò un solo demo; tuttavia l'amicizia con Chris si svilupperà in seguito.

### I M.A.R.S.
Il 1986 è l'anno del debutto su disco: I M.A.R.S. 
Mike Varney, capo dell'etichetta Shrapnel Records, voleva mettere su un supergruppo di heavy metal melodico, e inizialmente tentò di recuperare gente del calibro di Jeff Scott Soto e Craig Goldie. Questa operazione fallì e finalmente nel 1986, Rob Rock-Tony Macalpine-Rudy Sarzo-Tommy Aldridge diedero vita al Project Driver: M.A.R.S. Un disco di U.S.Metal melodico, calibrato con gli ottimi inserti tastieristici di Macalpine.

### Impellitteri
Nel 1987, conclusosi il progetto M.A.R.S., Rob viene nuovamente chiamato dall'amico Chris Impellitteri per registrare insieme il primo EP degli Impellitteri. Saranno 4 tracce che faranno conoscere il talento di questi due giovani americani in giro per il mondo: dall'heavy metal terremotante di "Lost in the Rain" all'aor paradisiaco di "I'll be searching".
Fra 1987 e 1988 per Chris è un periodo difficile, e vuole ricominciare da zero con una nuova band.

### I progetti 88-91
In questi tre anni Rob Rock incide una quantità enorme di dischi come lead vocalist. Nel 1988 è la volta di Intense Defense dei Joshua, nel 1989 di Angelica del gruppo omonimo, nel 1990 tenta di riutilizzare il nome Driver incidendo un EP molto raro e ricercato dai collezionisti di mezzo mondo. Il mini cd contiene cinque canzoni: Warrior, Fly Away, Only love can save me now, Hearts on fire e I believe in love.
Il 1991 è la volta di Axel Rudi Pell, con il quale incide Nasty Reputation, dove secondo molti esperti di settore, fa la più grande performance della sua carriera.

### Il ritorno con Chris Impellitteri
Il 1992 è l'anno del ritorno con gli Impellitteri con il disco "Grin and bear it", e questo connubio durerà fino al 2000, fino al disco "Cruch".

### L'inizio della carriera solista
Quindi nel 2000 decide di formare una band solista, i Rob Rock's Rage of Creation. Il debutto è un fulmine a ciel sereno nel panorama Heavy Metal americano: vi è addirittura la presenza di Jake E.Lee come chitarrista su due canzoni. La carriera solista proseguirà con Eyes of Eternity del 2003 e Holy Hell del 2005.

### Collaborazioni
Da ricordare alcune sue apparizioni su dischi come Avantasia, Laudamus e nei Powergod, dove reinterpreta il classico "You and I" dei M.A.R.S..

## Discografia

### Da solista
- 2000 - Rage of Creation
- 2003 - Eyes of eternity
- 2005 - Holy Hell
- 2007 - Garden of Chaos

### Impellitteri
- 1987 - Impellitteri
- 1992 - Grin and Bear It
- 1993 - Victim of the System
- 1994 - Answer to the Master
- 1996 - Screaming Symphony
- 1998 - Eye of the Hurricane
- 2000 - Crunch
- 2009 - Wicked Maiden
- 2015 - Venom
- 2018 - The Nature of the Beast

### Axel Rudi Pell
- 1991 - Nasty Reputation

### Joshua
- 1989 - Intense Defense

### Angelica
- 1990 - Angelica

### M.A.R.S.
- 1986 - Project: Driver

### Warrior
- 2001 - Code of Life

### Driver
- 1990 - Driver EP

### Rick Renstrom
- 2005 - Until The Bitter End

### Mistheria
- 2005 - Messenger of the Gods
- 2007 - Solo Piano
- 2010 - Dragon Fire
- 2011 - Keys of Eternity